# Tauern-Weide
Die Tauern-Weide (Salix mielichhoferi) ist eine Pflanzenart aus der Gattung der Weiden (Salix). Sie kommt in der montanen und subalpinen Höhenstufe in den kristallinen Zentralalpen von Italien und Österreich vor.

## Beschreibung

### Vegetative Merkmale
Die Tauern-Weide ist ein aufrechter Strauch mit breiter Schirmkrone und erreicht Wuchshöhen von 1 bis 4 Metern. Die Rinde der Äste ist kahl und glänzend.
Die Laubblätter sind in Blattstiel und Blattspreite gegliedert. Der Blattstiel ist 5 bis 10 Millimeter lang und besitzt oberseits keine Drüsen. Die Blattspreite ist bei einer Länge von 3 bis 10 Zentimetern elliptisch bis länglich-elliptisch bis breit-verkehrt-eilanzettlich. Sie ist beidseits gleichfärbig grün. Getrocknet sind sie meistens schwarzfleckig. Die Laubblätter sind nicht bereift, lediglich an Langtrieben können sie undeutlich bereift sein. An der kahlen und glänzenden Blattunterseite treten die Blattadern hervor.

### Generative Merkmale
Die Blüte erfolgt zwischen Mai und Juli vor der Entfaltung des Laubes.

### Chromosomensatz
Bei der Gattung Salix beträgt die Chromosomengrundzahl x = 19. Die Tauern-Weide ist meist hexaploid und die Chromosomenzahl beträgt meist 2n = 114. Für italienische Populationen gibt es auch Berichte für 2n = 152.

## Vorkommen
Die Tauern-Weide kommt nur in Italien und Österreich vor.
In Österreich kommt sie in den Bundesländern Oberösterreich, Steiermark, Kärnten, Salzburg und Tirol vor. Der Schwerpunkt des österreichischen Vorkommens liegt dabei in den Zentralalpen. Die Fundorte reichen von den Stubaier Alpen über die Tuxer und Zillertaler Alpen, die Hohen und Niederen Tauern einschließlich Defereggengebirge, Kreuzeckgruppe, Nockberge, Koralpe, Saualpe und Seetaler Alpen bis zur Stubalpe und den Seckauer Alpen. Einzelvorkommen gibt es in den Nordalpen, etwa am Rofan, Hochkönig und Dachstein. In den österreichischen Südalpen kommt die Tauern-Weide am Westrand der Karnischen Alpen und in den Gailtaler Alpen vor.
In der Steiermark und in Kärnten ist die Tauern-Weide vollkommen geschützt, in Salzburg und Tirol teilweise geschützt.
In Italien wurde die Tauern-Weide in den fünf Provinzen Bozen (Südtirol), Trento, Brescia, Belluno und Udine nachgewiesen. Angaben aus der Schweiz für das Unterengadin konnten nicht bestätigt werden.
Die Tauern-Weide kommt in der montanen bis subalpinen Höhenstufe vor, in Österreich in Höhenlagen von 1300 bis 2200 Metern. Der Schwerpunkt liegt dabei in der subalpinen Stufe. Einzelvorkommen gibt es auch außerhalb dieses Höhenbereichs, so etwa bei Kals in 1250 Meter und an der Großglockner-Hochalpenstraße in 2300 Meter. Die Hauptvorkommen liegen im Grünerlen-Buschwald, in hochmontanen bis subalpinen Weidengebüschen über Silikat in Alluvionen und Uferpionierstandorten von Fließgewässern.

## Systematik
Die Tauern-Weide (Salix mielichhoferi) ist mit der Schwarz-Weide (Salix myrsinifolia) verwandt und wird mit dieser zusammen in ein Salix nigricans-Aggregat gestellt.
Salix mielichhoferi wurde von ihrem Erstbeschreiber Anton Sauter nach dem Salzburger Botaniker Matthias Mielichhofer benannt, der diese Art als erster gesammelt hatte. Der Locus classicus ist die heute verfallene Schappachalm, südwestlich von Hüttschlag in rund 1580 m Seehöhe, in der Ankogelgruppe, Hohe Tauern, Salzburg.

## Belege
1. 1 2   Manfred A. Fischer, Karl Oswald, Wolfgang Adler: Exkursionsflora für Österreich, Liechtenstein und Südtirol. 3., verbesserte Auflage. Land Oberösterreich, Biologiezentrum der Oberösterreichischen Landesmuseen, Linz 2008, ISBN 978-3-85474-187-9, S. 637.
2. 1 2 3 4 5 6 7   O. Stöhr: Salix mielichhoferi. In: Wolfgang Rabitsch, Franz Essl: Endemiten - Kostbarkeiten in Österreichs Pflanzen- und Tierwelt. Naturwissenschaftlicher Verein für Kärnten und Umweltbundesamt GmbH, Klagenfurt und Wien 2009. ISBN 978-3-85328-049-2,  S. 222f.
3. ↑   P. Uotila, 2011: Salicaceae. In: Euro+Med Plantbase - the information resource for Euro-Mediterranean plant diversity: Salix mielichhoferi - Datenblatt, mit Verbreitungskarte, abgerufen am 30. August 2012.
4. ↑  Verordnung der Steiermärkischen Landesregierung vom 14. Mai 2007 über den Schutz von wild wachsenden Pflanzen, von Natur aus wild lebenden Tieren einschließlich Vögel (Artenschutzverordnung),  LGBl. Nr. 40/2007 (RIS) (Memento des Originals vom 6. Oktober 2013 im Internet Archive)  Info: Der Archivlink wurde automatisch eingesetzt und noch nicht geprüft. Bitte prüfe Original- und Archivlink gemäß Anleitung und entferne dann diesen Hinweis., zuletzt abgerufen am 30. August 2012.